# Accord régional sur la radiodiffusion en Amérique du Nord

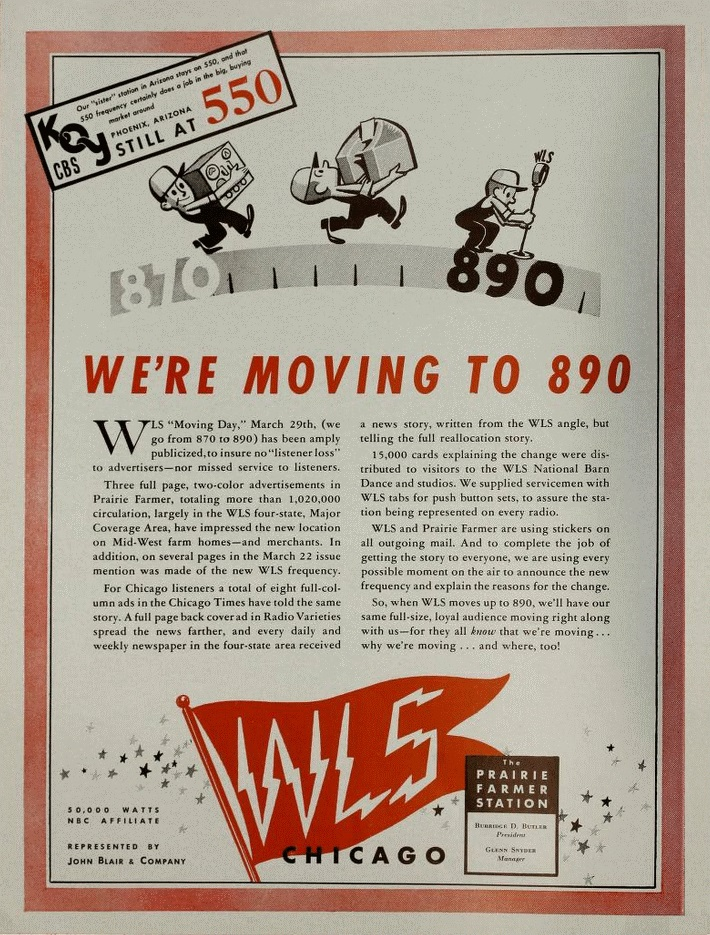
Affiche de 1941 de la radio de Chicago WLS (AM) sur son changement de fréquence (WLS émet encore aujourd'hui sur 890 kHz).

L’accord régional sur la radiodiffusion en Amérique du Nord, en North American Regional Broadcasting Agreement, généralement désigné par l'acronyme NARBA, est un accord entre les États-Unis, le Canada, le Mexique, les Bahamas, la République dominicaine et Cuba, régulant l'utilisation des fréquences de radiodiffusion AM en Amérique du Nord. Signé en 1937 et mis en application en 1941, il a entraîné un changement de fréquences d'un certain nombre de stations AM au Canada et aux États-Unis.